# De kroon van Kazimir
De kroon van Kazimir is het 184ste stripverhaal van Jommeke. De reeks wordt getekend door striptekenaar Jef Nys. Scenarist is Jan Ruysbergh.

## Verhaal
De nieuwe buurjongen van Jommeke is nogal een vervelend pestkopje, hij stelt zichzelf voor als een prins, prins Kazimir genaamd. Maar een poging tot ontvoering kan net door Jommeke en zijn vrienden verhinderd worden. Ook wanneer dieven inbreken en op zoek zijn naar een kroon, kan Jommeke dit net op tijd verhinderen, Kazimir is degelijk een prins. Ze gaan betreffende die kroon naar Professor Gobelijn. Na onderzoek weet deze te vertellen dat het een waardeloze kroon is. Kazimir is een beetje boos. Terug thuis staat er in een bericht dat hij naar Caïro moet gaan, een plaats in Egypte. Hij besluit om naar die plaats te gaan. Jommeke en Filiberke reizen mee. Na enige tijd komen ze bij een kamp terecht, waar professor Denkekop aanwezig is. In opdracht van de vader van Kazimir heeft deze een graftombe onderzocht. Later gaan ze samen binnenin de graftombe. Dan neemt de vader van Kazimir de kroon, haalt er een steentje uit, en plaats dat steentje in een beeld. Er ontstaat een opening in de muur. Alles lijkt goed te verlopen tot plots Nellie Nies opduikt... de bazin van de ontvoerders en dieven. Jommeke en zijn vrienden worden direct stevig vastgebonden. Ze heeft een emmer vol giftige schorpioenen waarmee ze Jommeke en zijn vrienden voorgoed mee wil opruimen. Haar plan mislukt echter want ze wordt zelf gestoken door de schorpioenen. Dan komen Professor Gobelijn, Choco en Pekkie redding brengen.

## Achtergronden bij het verhaal
- Nellie Nies, de dame met vooral slechte bedoelingen kwam al eerder voor in album Het Midasmysterie.